# 정삼
정삼(본명: 정훈, 1972년 12월 29일 ~ )은 대한민국의 가수다.

## 음반
- 1992년 1집 가깝고도 먼 고향 / 슬픈 자화상
- 2003년 오십보 백보
- 2004년 내 사랑 유리
- 2008년 달링
- 2010년 봤냐고
- 2010년 헛개송
- 2010년 울산문화방송 고고노래방 로고송
- 2010년 정삼 봤냐고 디스코 1, 2집
- 2014년 봤냐고 / 아버지

## TV 방송
- 2016년 KBS전주 《토크쇼 신나는가요》

## 수상
- 2012년 제19회 대한민국연예예술상 성인가요신인가수상